# 바너드 은하
NGC 6822 또는, 바너드 은하(영어: Barnard Galaxy)는 궁수자리에 있는 불규칙 은하이다. 국부 은하군에 속하는 은하이기도 하다. E. 바너드가 발견하였다고 하여 '바너드 은하'라는 이름이 붙었다.

## 신성

### 1999년
- Nova NGC 6822 1999가 폭발하였다.

## 같이 보기
- 대마젤란 은하